# Lara Croft and the Temple of Osiris
Lara Croft and the Temple of Osiris (Lara Croft y el Templo de Osiris en español) es un videojuego de plataformas y aventuras, desarrollado por Crystal Dynamics y publicado por Square Enix para PC, PlayStation Network y Xbox Live Arcade como parte de la saga de Tomb Raider.
El videojuego fue mostrado en la E3 de 2014.

## Lanzamiento
El lanzamiento del videojuego salió a la venta el 9 de diciembre de 2014, disponible para las consolas PS4, Xbox One y PC.